# Gare de Coussac-Bonneval
Gare de Coussac-Bonneval vasútállomás Franciaországban, Coussac-Bonneval településen.

## Vasútvonalak
Az állomást az alábbi vasútvonalak érintik:
- Brive-Nexon-vasútvonal

## Kapcsolódó állomások
A vasútállomáshoz az alábbi állomások vannak a legközelebb:
- Gare de Saint-Yrieix-la-Perche
- Gare de Lubersac